# Dar Bou Hachem
Le Dar Bou Hachem (arabe : دار بوهاشم) est un palais de la médina de Tunis.

## Localisation

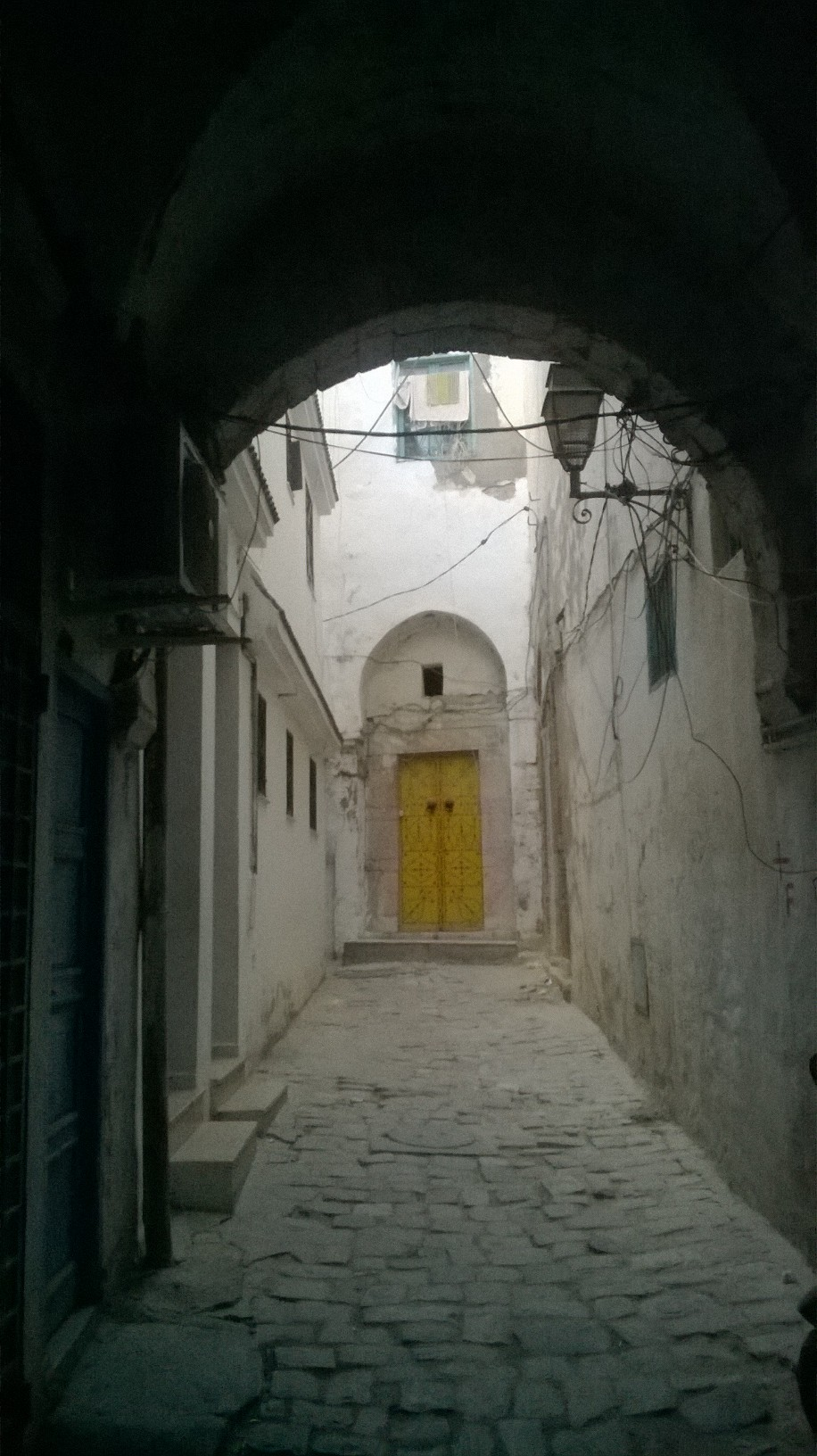
Vue de la driba du Dar Bou Hachem.

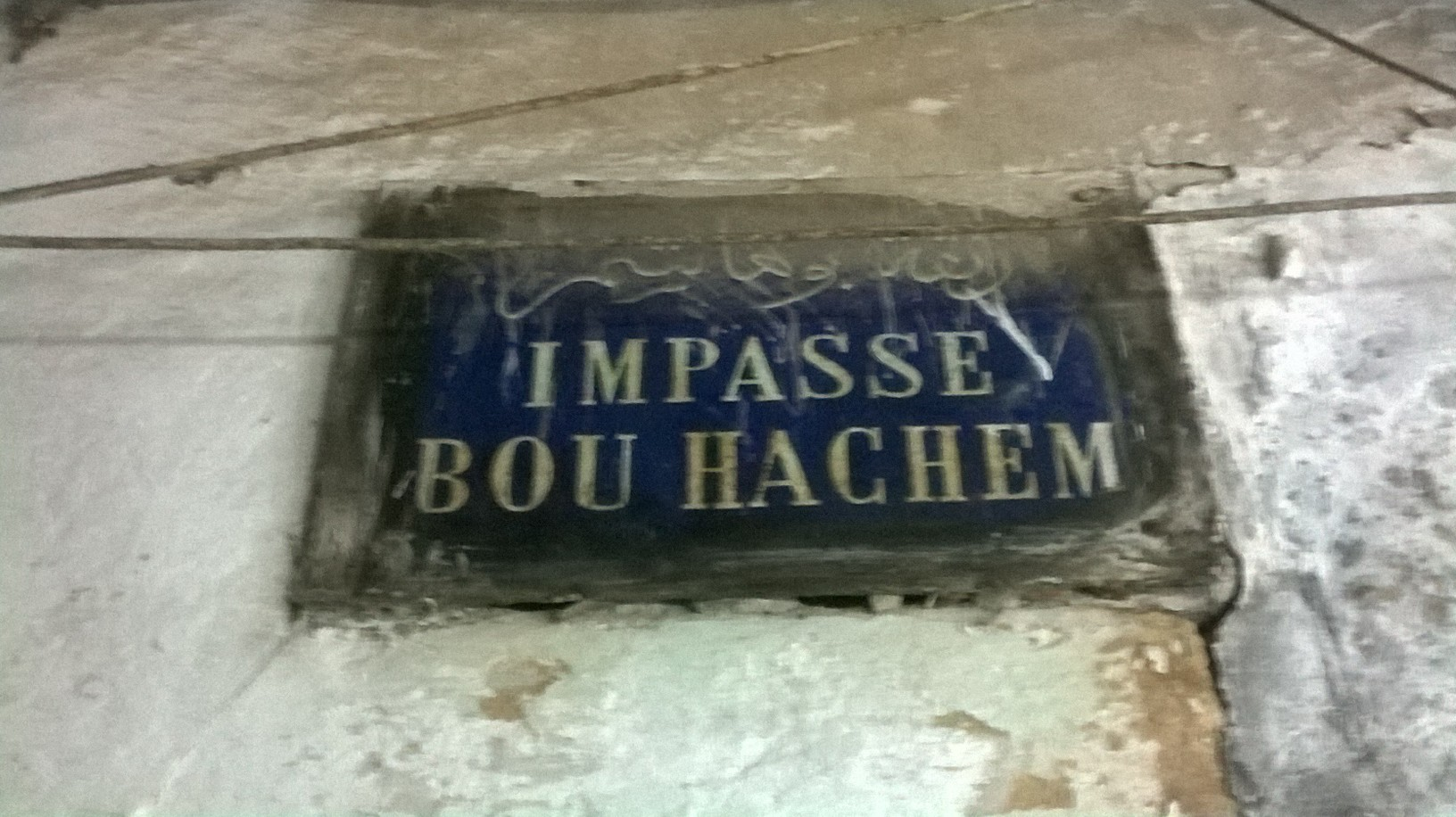
Plaque métallique indiquant l'impasse Bou Hachem.

Il est situé dans une impasse portant le même nom et constituant autrefois une ruelle privée dérivant de la rue de la Kasbah. En effet, la driba de cette impasse desservait un ensemble de plusieurs palais et annexes dont certains paraissent bien avoir appartenu momentanément à un seul maître, Bou Hachem. Ces palais sont au nombre de cinq : Dar Sayadi, Dar Dennouni, Dar Stambouli, Dar Mellouli et Dar Bou Hachem.

## Famille Bou Hachem
Les propriétaires sont de riches propriétaires terriens qui s'installent à Tunis sous le règne de la dynastie husseinite.
Ils habitent cette demeure au cours du XIXe siècle et au début du XXe siècle.

## Architecture
L'accès à la driba est défendu par une solide porte fermée, chaque soir, sur la rue de la Kasbah. Il s'agit d'un passage étroit, couvert à son début d'une succession de cinq voûtes d'arêtes élevées sur arcs brisés, se prolongeant à ciel ouvert entre de hautes murailles pour se terminer après un détour à angle droit. Au fond de la driba sont relégués les logements domestiques.
Les portes du makhzen, encadrées de pierres avec arcs outrepassés brisés, s'ouvrent sous un passage couvert (sabat).
Le patio surélevé est entouré d'appartements richement décorés de faïence, de stuc et de marbre.